# Robin Vandemeulebroecke
Robin Vandemeulebroecke is een Belgisch voormalig boogschutter.

## Levensloop
Vandemeulebroecke behaalde individueel brons op het EK indoor van 1998 te Athene. Tevens behaalde hij er brons met het Belgisch team, voorts bestaande uit Paul Vermeiren en Claude Royer.